# Jairo Nicolau
Jairo Cesar Marconi Nicolau (Nova Friburgo, 1964) é um cientista político brasileiro.
Especialista em sistemas eleitorais, foi pesquisador do IUPERJ, posteriormente transformado no Instituto de Estudos Sociais e Políticos da Universidade do Estado do Rio de Janeiro. Foi também professor da Universidade Federal do Rio de Janeiro e atualmente é Professor Titular e Pesquisador da FGV-CPDOC.
Possui pós doutorado na Universidade de Oxford (2004-2005) e no King's Brazil Institute (2017-2018). 